# Primorska
     Primorska

Regiony historyczno-geograficzne Słowenii.
Primorska

Primorska (słoweń. Primorska, wł. Litorale, niem. Küstenland) − region geograficzny w zachodniej Słowenii, przy granicy z Włochami, słoweńska część dawnego Pobrzeża Austriackiego; złożony z Goriški i Istrii Słoweńskiej. Głównymi ośrodkami są miasta Nova Gorica i Koper.
Przed I wojną światową region był częścią Austro-Węgier ze stolicą w Gorycji. Po zakończeniu wojny tereny te podzielono, wschodnią część włączono do Królestwa SHS, a zachodnia przeszła pod zarząd Królestwa Włoch i była poddawana brutalnej italianizacji. Po II wojnie światowej do Jugosławii wróciła część ziem włoskich, jednak Triest i Gorycja pozostały po stronie włoskiej.